# Ilha de Lewis

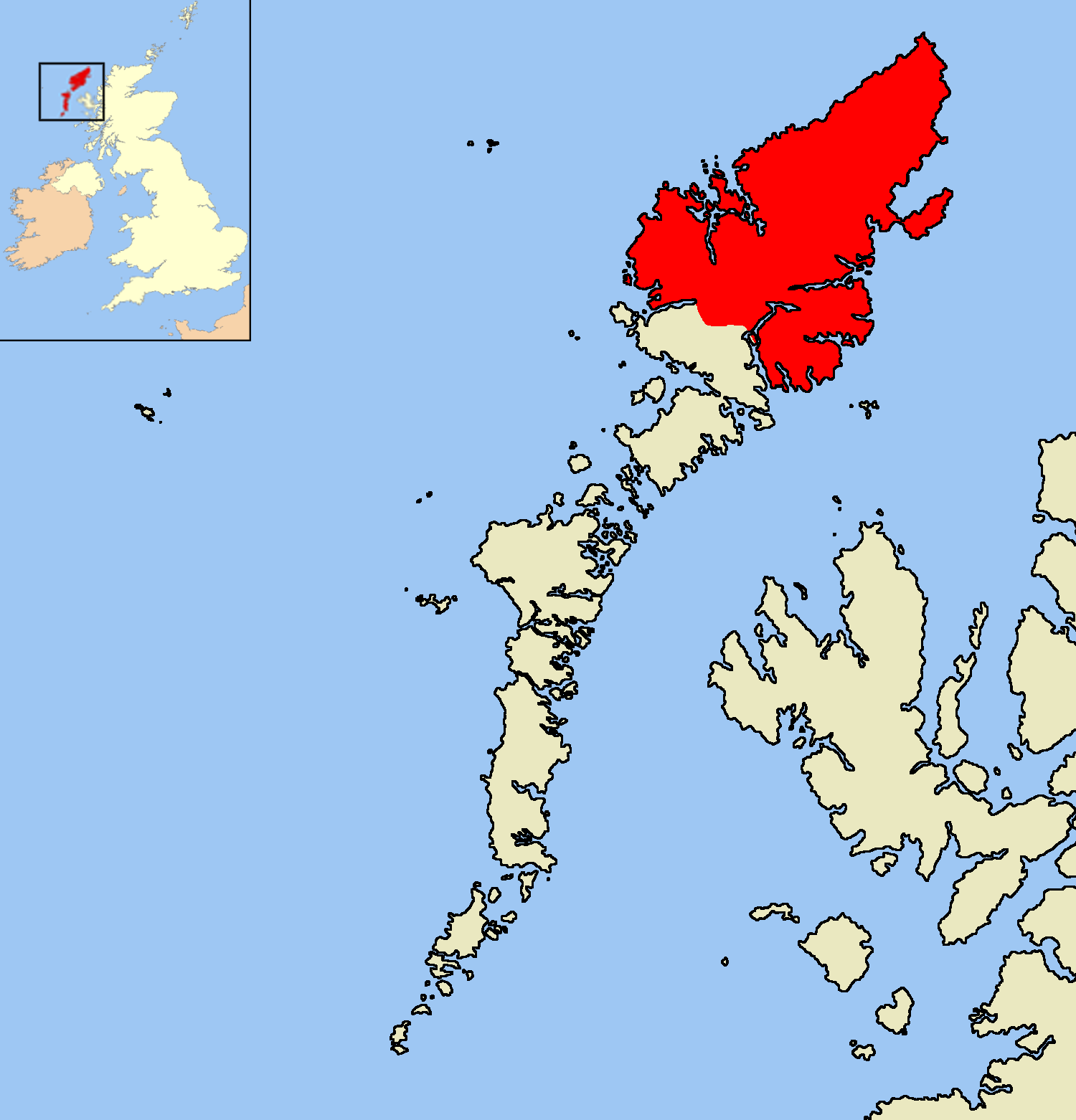
Localização de Lewis, nas Hébridas Exteriores

Ilha de Lewis ou também Lewis (em língua gaélica escocesa: Leòdhas) é a parte nordeste de Lewis e Harris, a maior ilha da parte oeste das Hébridas Exteriores (um arquipélago) da Escócia. A área total de Lewis é de 1770 km². 
A ilha é em geral o conjunto mais plano de Lewis e Harris, sendo a outra parte, Harris, mais montanhosa. A planície fértil de Lewis contém apenas uma cidade, Stornoway, e três quartos da população das ilhas orientais. Além da habitação humana, o habitat da ilha é lar de um variado tipo de flora e fauna, tais como a águia-real, o veado-vermelho e focas, com algumas áreas de conservação já reconhecidas. 
A ilha tem uma tradição presbiteriana com uma rica história, tendo feito parte do Reino de Mann e das Ilhas. 